# Veintiuno de Marzo
Veintiuno de Marzo es una localidad del estado mexicano de Durango. Es parte del municipio de Lerdo. Fue fundada el 4 de mayo de 1935.

## Toponimia
El nombre de la localidad rinde homenaje a Benito Juárez, presidente de México durante la Guerra de Reforma. Su natalicio, el 21 de marzo de 1806, es día feriado nacional.

## Demografía
| Gráfica de evolución demográfica |
|                                  |

| Censo | Población |
| ----- | --------- |
| 1940  | 577       |
| 1950  | 639       |
| 1960  | 969       |
| 1970  | 843       |
| 1980  | 1 194     |
| 1990  | 1 322     |
| 2000  | 1 351     |
| 2010  | 1 408     |
| 2020  | 1 375     |